# Escravas do Divino Coração
A Congregação de Escravas do Divino Coração (oficialmente em latim: Congregatio Ancillae Divini Cordis) é uma congregação religiosa católica feminina de vida apostólica e de direito pontifício, fundada pelo bispo espanhol Marcelo Spínola e Celia Méndez, a 26 de julho de 1885, em Coria (Espanha). Às religiosas deste instituto conhece-las como escravas do Divino Coração e pospõem a seus nomes as siglas A.D.C.. Seu lema é "Servir é Reinar".

## História

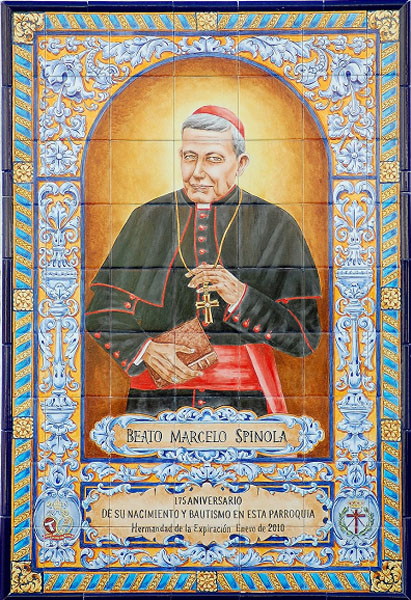
Marcelo Spínola (1835-1906), fundador da congregação, é venerado como beato na Igreja Católica.

A congregação foi fundada pelo bispo de Coria, Marcelo Spínola (mais tarde cardeal), a 26 de julho de 1885, na mesma cidade, província de Cáceres (Espanha). Com a ajuda da marquesa Celia Méndez e Delgado, Spínola reuniu um grupo de jovens dispostas a consagrar-se a Deus, através do serviço dos jovens, por meio da educação e instrução cristã. Nesse mesmo ano vestiram o hábito as primeiras religiosas, as quais tiveram que se transferir, primeiro a Puente Genil e depois a Málaga, onde estabeleceram a casa mãe.
O mesmo fundador concedeu ao instituto a aprovação diocesana a 17 de junho de 1887. Enquanto a 1 de fevereiro de 1902 a obra de Spínola foi aprovada como congregação religiosa de direito pontifício, durante o pontificado do Papa Leão XIII.

## Organização
A Congregação de Escravas do Divino Coração é um instituto religioso de direito pontifício centralizado, cujo governo é exercido por uma superiora, à que os membros do instituto chamam Madre geral. A ela, lhe coadjuva seu conselho, eleito para um período de seis anos. Administrativamente, o instituto divide-se em províncias, cada uma governada por sua superiora provincial e seu conselho. No último Capítulo geral, foi eleita no cargo a religiosa espanhola Cinta Bayo Martín. A sede central encontra-se em Madri.
As escravas dedicam-se à instrução cristã, à educação da juventude e sua espiritualidade fundamenta-se na devoção do Sagrado Coração de Jesus. Em 2015 eram umas 309 religiosas distribuídas em 44 comunidades, presentes em Angola, Argentina, Brasil, Equador, Espanha, Filipinas, Itália, Japão, Paraguai e Venezuela.